# Panyit (Horvátország)
Panyit (horvátul: Punitovci) falu és község Horvátországban, Eszék-Baranya megyében. A községhez Josipovac Punitovački, Jurjevac Punitovački és Krndija települések tartoznak.

## Fekvése
Eszéktől légvonalban 25, közúton 30 km-re délnyugatra, Diakovártól 14 km-re északra, Szlavónia középső részén, a Szlavóniai-síkságon, a Vuka völgyében fekszik.

## Története
Területe már az ókorban lakott volt. A rómaiak itteni jelenlétére utalnak a temető területén talált római leletek és a falutól északra 2,5 km-re, a Vuka folyó mentén talált leletek és római pénzérmék.
A település első írásos említése 1263-ban történt „Panith” alakban az újlaki vár uradalmának szomszédos birtokaként. A későbbi középkori oklevelek is „Panith”, vagy „Panyth” formában említik. 
 1536-ban elfoglalta a török, 1579-ben 10 házzal említi a török defter is. Lakói a Vuka hídjának őrzőiként mentesültek a vám és az adók alól. Lakossága gabonatermesztéssel és méhészettel foglalkozott és háborítatlanul élt egészen 1683-ig, amikor feldúlta a Bécs ellen vonuló török sereg. A lakosság a környező erdőkbe menekült. Ezután a 18. század közepéig puszta volt. 1758-ban Ćolnić püspök 16, Boszniából menekült horvát családot telepített le ide. Plébániáját 1767-ben alapították. A 19. század elején 37 ház állt a településen 360 lakossal.
Az első katonai felmérés térképén „Punitovcze” néven található. Lipszky János 1808-ban Budán kiadott repertóriumában „Punitovcze” néven szerepel. Nagy Lajos 1829-ben kiadott művében „Punitovcze” néven 96 házzal, 596 katolikus vallású lakossal találjuk. A század második felében szlovák, német és magyar családok települtek be.
A településnek 1857-ben 122, 1910-ben 269 lakosa volt. Verőce vármegye Diakovári járásának része volt. Az 1910-es népszámlálás adatai szerint lakosságának 89%-a horvát, 4%-a szlovák, 3-3%-a német és magyar anyanyelvű volt. Az első világháború után 1918-ban az új szerb-horvát-szlovén állam, majd később (1929-ben) Jugoszlávia része lett. 1991-től a független Horvátországhoz tartozik. 1991-ben lakosságának 97%-a horvát nemzetiségű volt. 2011-ben a falunak 635, a községnek összesen 1803 lakosa volt.

## Lakossága
| Lakosság változása | Lakosság változása | Lakosság változása | Lakosság változása | Lakosság változása | Lakosság változása | Lakosság változása | Lakosság változása | Lakosság változása | Lakosság változása | Lakosság változása | Lakosság változása | Lakosság változása | Lakosság változása | Lakosság változása | Lakosság változása |
| ------------------ | ------------------ | ------------------ | ------------------ | ------------------ | ------------------ | ------------------ | ------------------ | ------------------ | ------------------ | ------------------ | ------------------ | ------------------ | ------------------ | ------------------ | ------------------ |
| 1857               | 1869               | 1880               | 1890               | 1900               | 1910               | 1921               | 1931               | 1948               | 1953               | 1961               | 1971               | 1981               | 1991               | 2001               | 2011               |
| 659                | 832                | 789                | 869                | 878                | 943                | 882                | 926                | 955                | 1.018              | 943                | 829                | 809                | 741                | 641                | 635                |

## Gazdaság
A helyi gazdaság alapja a mezőgazdaság és az állattartás.

## Nevezetességei
Szent László király tiszteletére szentelt római katolikus plébániatemplomát 1795-ben építették. 1855-ben harangtoronnyal és sekrestyével bővítették. A templom szentélyében a négy evangélistát ábrázoló fából faragott domborművek láthatók. A plébániát 1767-ben alapították.

## Kultúra
A település kulturális és művészeti egyesülete az 1998-ban alapított KUD "Veseli šokci" Punitovci.

## Oktatás
Panyiton a Josipovaci „Josip Kozarac” elemi iskola alsó tagozatos területi iskolája működik.

## Sport
Az NK „Slavonija” Punitovci labdarúgóklubot 1962-ben alapították. A csapat a megyei 2. ligában szerepel.